# José Luis Martin Mardones
José Luis Martin Mardones (Santiago, 16 de julio de 1921 - 17 de febrero de 2005) fue un Ingeniero Agrónomo, agricultor y político chileno del Partido Agrario Laborista y posteriormente, del Partido Demócrata Cristiano.

## Biografía
Nació en Santiago el 16 de julio de 1921. Hijo de Luis Martin y María Elena Mardones.
Se casó en San Carlos el 29 de noviembre de 1984 con María Teresa Brahn Klein. Falleció el 17 de febrero de 2005.
Estudió en el Seminario de Chillán, en el Colegio San Ignacio entre 1934 y 1935, y en la Escuela Militar entre 1938 y 1941, obteniendo el grado de subteniente. Al finalizar su etapa escolar ingresó a la Pontificia Universidad Católica de Chile donde se tituló de ingeniero agrónomo en 1947. Posteriormente, concursó y obtuvo una beca para realizar estudios de perfeccionamiento en la Escuela de Industrialización de Leche Dr. Ramón Santa Marina en Tandil, Argentina y de especialización en la Universidad de Buenos Aires.

### Vida pública
Inició sus actividades políticas al ingresar al Partido Agrario Laborista en 1942. En 1952, fue dirigente en la campaña presidencial de Carlos Ibáñez del Campo. Al año siguiente fue elegido diputado del PAL en las elecciones parlamentarias por la Decimosexta Agrupación Departamental de Chillán, Bulnes y Yungay. Integró las Comisiones Permanentes de Gobierno Interior; de Defensa Nacional; de Vías y Obras Públicas; de Policía Interior y Reglamento; y de Agricultura y Colonización. 
Fue consejero de la Caja de Colonización Agrícola entre 1953 y 1954 y consejero de la Caja de Retiro y Previsión Social de los Empleados Municipales de la República en 1955.
En 1957 ocupó el puesto de consejero de la Caja de Retiro y Montepío de las Fuerzas Armadas de la Defensa Nacional. Ese mismo año fue reelecto diputado por su misma Agrupación Departamental, integrando las Comisiones Permanentes de Vías y Obras Públicas; de Policía Interior y Reglamento; de Agricultura y Colonización; de Educación Física y Deportes; y de Defensa Nacional. Entre 1958 y 1959 fue miembro del Comité Parlamentario de su nuevo partido, el Partido Nacional Popular.
En 1961 se incorporó al Partido Demócrata Cristiano y fue reelecto diputado por la misma Agrupación en las elecciones parlamentarias. Se mantuvo en las Comisiones Permanentes de Gobierno Interior; de Vías y Obras Públicas; de Policía Interior y Reglamento; y de Agricultura y Colonización. Se integró a la Comisión Especial del Vino en 1963; la Especial de Educación en 1964; y Especial Investigadora de la Industria Vitivinícola entre 1962 y 1963. También fue miembro de la Comisión Mixta para resolver dificultades en la tramitación del proyecto de ley que modifica la Ley N.°7.758 que creó el Colegio de Ingenieros Agrónomos.
En las elecciones parlamentarias de 1965 fue reelecto diputado por la misma Agrupación mencionada. Formó parte de las Comisiones Permanentes de Defensa Nacional; y de Trabajo y Seguridad Social. No fue reelecto en los comicios de 1969.
En las elecciones municipales de 1971 fue elegido regidor por Chillán.
En las elecciones parlamentarias de 1973 fue elegido diputado por la Decimosexta Agrupación Departamental de Chillán, Bulnes y Yungay. Integró la Comisión Permanente de Obras Públicas y Transportes. Sin embargo, vio interrumpida su labor como parlamentario debido al golpe de Estado y la consecuente disolución del Congreso Nacional en septiembre de 1973.